# Hyles chishimana
Hyles chishimana är en fjärilsart som beskrevs av Matsumura 1929. Hyles chishimana ingår i släktet Hyles och familjen svärmare. Inga underarter finns listade i Catalogue of Life.